# Фомичи (Пермский район)
Фомичи — деревня в Пермском районе Пермского края. Входит в состав Двуреченского сельского поселения.

## Географическое положение
Расположена на реке Ветлан примерно в 9,5 км к юго-западу от административного центра поселения, села Ферма, и в 20 км к югу от центра города Перми.

## Население
| 2010 |
| ---- |
| 3    |

## Улицы[2]
- Прудовая ул.
- Центральная ул.

## Топографические карты
- Лист карты O-40-77 Юг. Масштаб: 1 : 100 000. Состояние местности на 1983 год. Издание 1985 г.